# Iain Douglas-Hamilton

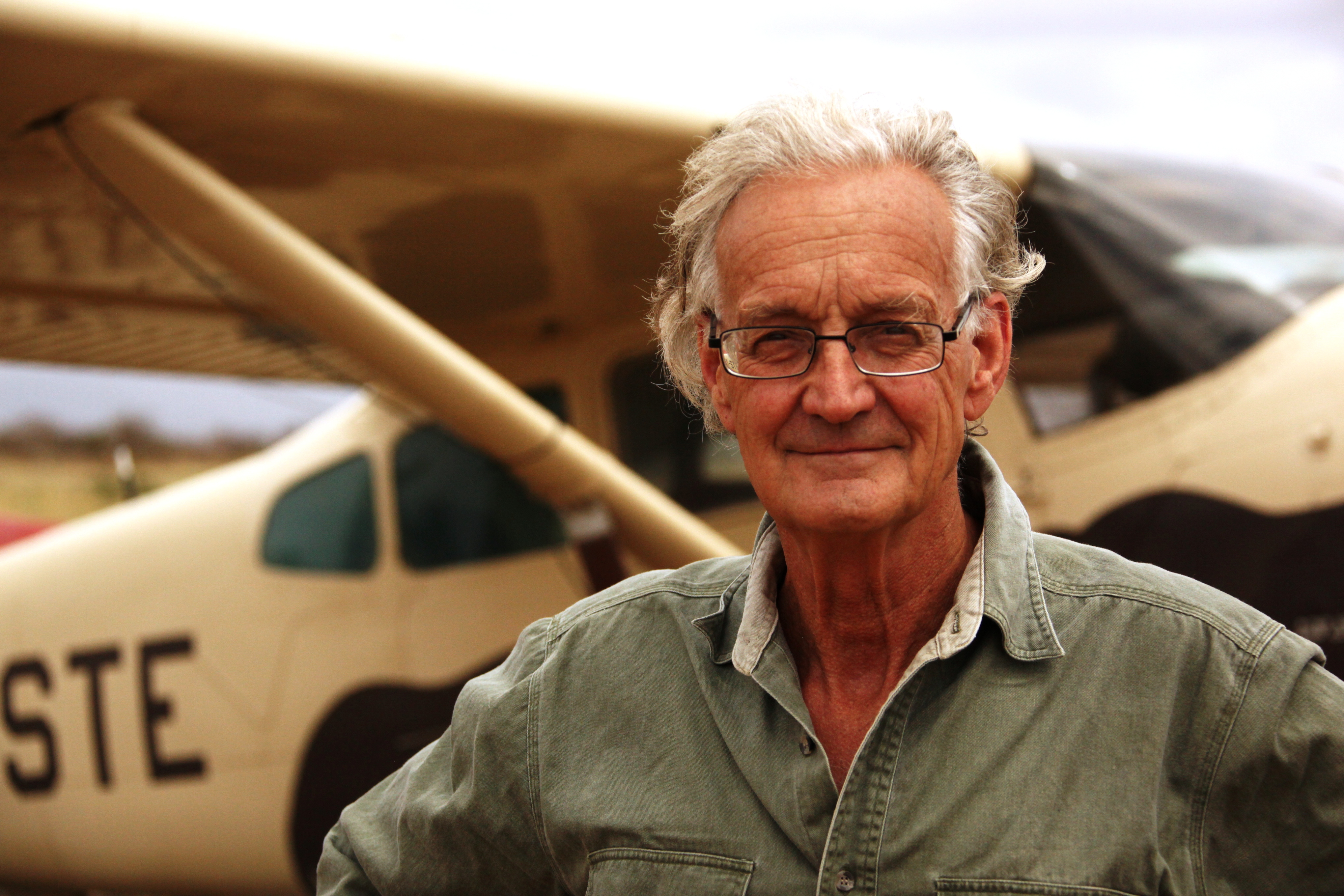
Iain Douglas-Hamilton

Iain Douglas-Hamilton (* 16. August 1942) ist ein britischer Umweltschützer und Dokumentarfilmer, der vor allem durch seine Arbeiten und Berichte über Elefanten international bekannt wurde.

## Karriere
Am Oriel College in Oxford  erwarb Douglas-Hamilton sowohl einen Bachelor of Science in der Biologie, sowie einen Dr. phil. in Zoologie. 2010 empfang er den  Indianapolis Prize der Indianapolis Zoological Society für seine Arbeit für den Schutz von Elefanten.
1993 gründete er die Organisation Save the Elephants. Douglas-Hamilton ist einer der Hauptredner der jährlichen Wildlife Conservation Network expo. Seine Berichte, auch über die Verfolgung der Elefanten und deren Jagd wegen des Elfenbeins, trugen wesentlich dazu bei, dass das Washingtoner Artenschutzübereinkommen 1989 den Handel von Elfenbein verbot. Er drehte viele Dokumentarfilme über Elefanten in den verschiedensten Ländern Afrikas. Er benutzte auch neueste Technologien für seine Filme. So setzte er z. B. einem Elefanten eine Kamera auf den Kopf, so dass dieser als Kameramann diente.
Douglas-Hamilton ist verheiratet und hat zwei Töchter, Saba Douglas-Hamilton, die sich ebenfalls für den Umweltschutz einsetzt, sowie eine bekannte Dokumentarfilmerin ist und Mara Mond Douglas-Hamilton, bekannt als „Dudu“, die Filmproduzentin ist.

## Werke

### Filmografie
- 1998: Africa's Elephant Kingdom
- 2000: Ele Tele
- 2000: Universum – Die Zukunft der Elefanten Afrikas
- 2002: Mutual of Omaha's Wild Kingdom - The Lost Elephants of Timbuktu
- 2004: The Way We Went Wild
- 2009–2010: Untamed & Uncut
- 2010: Great Migrations - Das große Wunder der Tierwanderungen
- 2011: The Greatest Return
- 2012: The Ivory Crisis

### Buchveröffentlichungen
- mit Oria Douglas-Hamilton: Among the elephants.
- mit Oria Douglas-Hamilton: Battle for the elephants (Wir kämpfen für die Elefanten)

## Filmdokumentation
- 2024: Ein Leben unter Elefanten. Regie: Nigel Pope (Arte), online in der Mediathek abrufbar bis 23. Februar 2025